# Habronyx peltatus
Habronyx peltatus là một loài tò vò trong họ Ichneumonidae.